# Виго-Пеирано (Савона)
Виго-Пеирано је насеље у Италији у округу Савона, региону Лигурија.
Према процени из 2011. у насељу је живело 68 становника. Насеље се налази на надморској висини од 94 м.